# Ціхісубані (Адіґені)
Ціхісубані (груз. ციხისუბანი) — село в Грузії.
За даними перепису населення 2014 року в селі проживає 172 особи.